# Geitenvlees

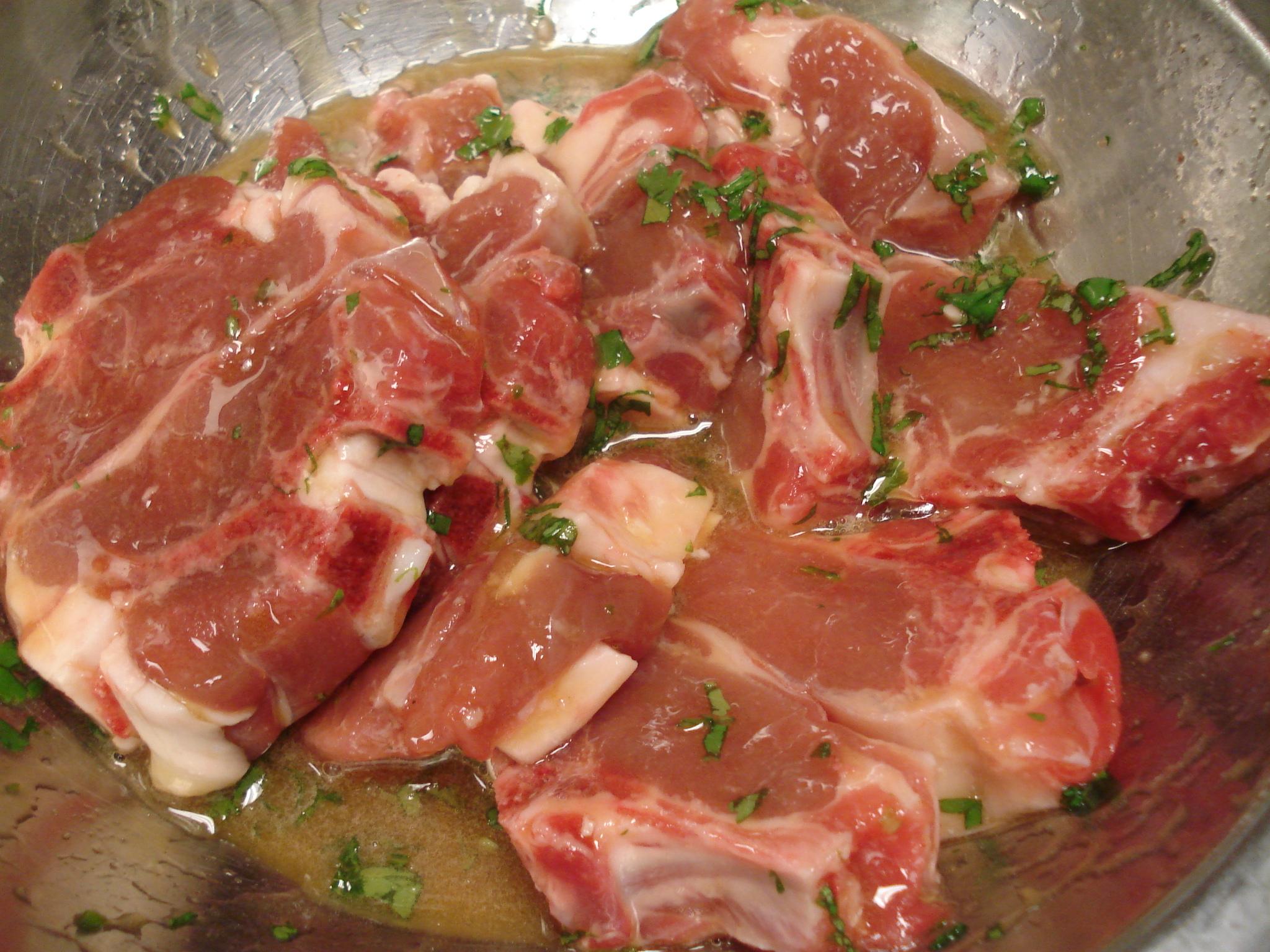
Rauw geitenvlees

Geitenvlees is het slachtproduct van de gedomesticeerde geit (Capra aegagrus hircus). Het vlees van een geiten-zuiglam van 8 tot 10 weken wordt ook wel capretto genoemd. Chevon is een benaming voor het vlees van een geitenlam in leeftijd van 5 tot 7 maanden.

## Culinaire toepassing
Geitenvlees is wereldwijd zowel hoofdvoedsel als een delicatesse. Het gebruik van geitenvlees is wijdverbreid in de Zuid-Europese, Noord- en West-Afrikaanse, Midden-Oosterse, Indiase, Indonesische, Pakistaanse, Nepalese, Bengaalse, Mexicaanse en Caraïbische keuken (Haïti). Op de Benedenwindse eilanden wordt geitenvlees verwerkt in de stoofschotel kabritu stobá.
De Griekse, Portugese en de Zuid-Italiaanse keuken staan bekend om het serveren van geroosterd geitenvlees als feestmaal met Pasen, en in Noord-Portugal ook met Kerstmis. Tevens wordt in Italië geitengehakt gebruikt in spaghetti bolognese en lasagne als alternatief voor rundvlees. Geitenvlees wordt ook in de alpiene gebieden van Europa gebruikt in paasgerechten, vaak gesmoord (Beieren) of gebraden en gebakken (Tirol).
Geitenvlees is weinig populair in de Noord-Amerikaanse, Noord-Europese en Nederlandse keuken, wat mede verklaard wordt door het beeld van de geit als ´armeluiskoe´. In sommige nichemarkten in deze gebieden wordt geitenvlees echter populairder, bijvoorbeeld onder immigranten uit Afrika en Azië.
Geitenvlees is hartig en minder zoet dan rundvlees, maar ietwat zoeter dan lamsvlees. Het kan op vele manieren gebruikt worden, zoals door te stoven, bakken, roosteren, barbecuen, in te blikken, frituren, of te verwerken in curry, gehakt of worst.

## Kenmerken

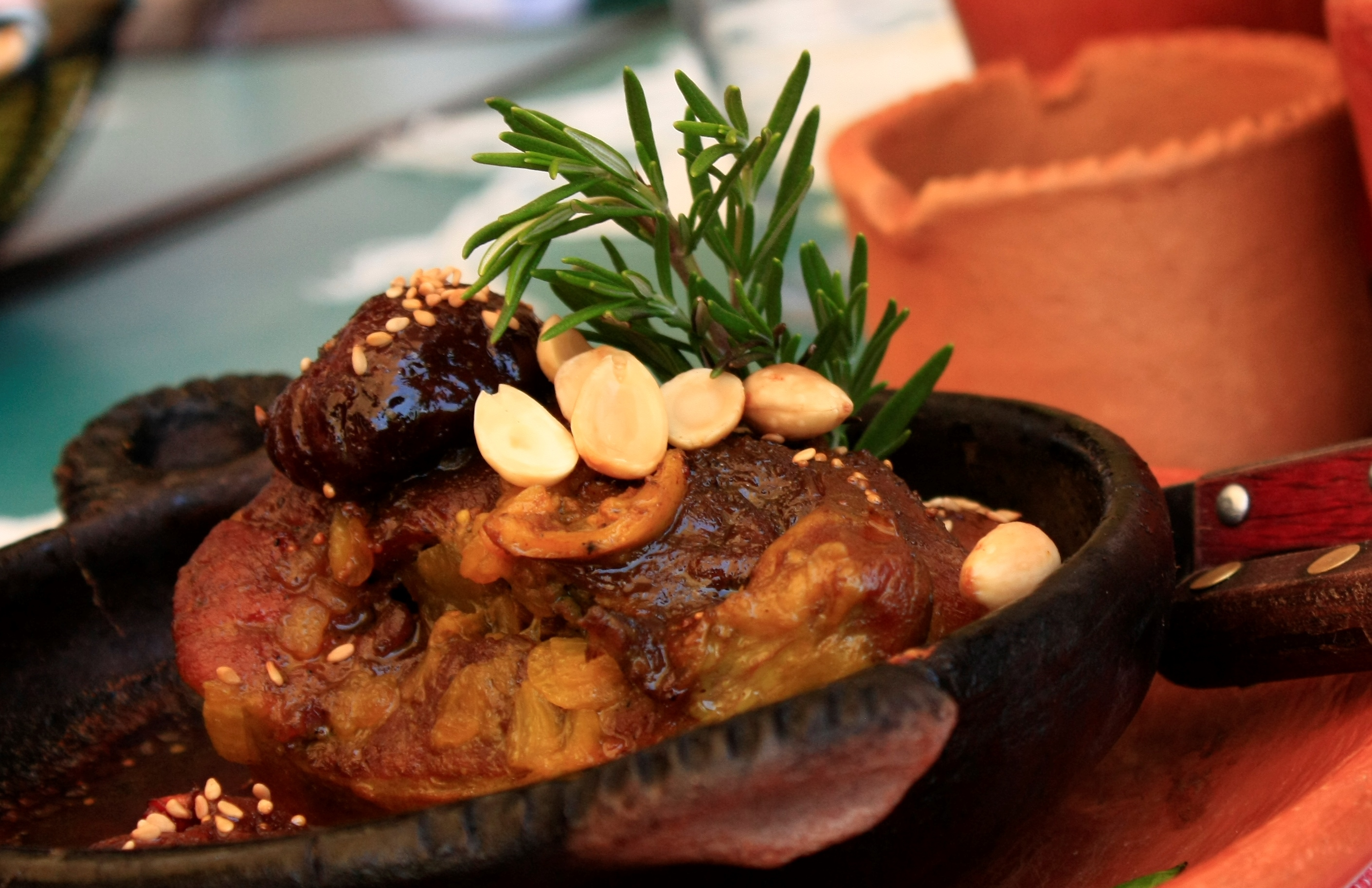
Een tajine met geitenvlees

Geitenvlees heeft de reputatie een sterke, wildachtige smaak te hebben, maar de smaak kan ook mild zijn afhankelijk van hoe de geit wordt gevoed en klaargemaakt. In Caribische culturen wordt veelal het vlees van volwassen geiten gewaardeerd, wat doorgaans pittig is. Andere culturen verkiezen eerder het vlees van jonge geiten van 6 tot 9 maanden oud. De ribben en de lende zijn de delen van de geit die geschikt zijn voor vlugge bereiding, terwijl andere delen beter lang gesmoord kunnen worden. Hoewel het wordt ingedeeld bij rood vlees, is geitenvlees magerder en bevat het minder cholesterol, vet en proteïne dan rund- en lamsvlees. Bovendien bevat geitenvlees minder energie dan rund- of kippenvlees. Daardoor vergt geitenvlees een langzame bereiding met lage verhitting, waarmee de malsheid en sappigheid behouden blijft.

## Productie
Geiten consumeren minder veevoer dan rundvee. Een weiland van 1 hectare kan 25 of meer geiten herbergen, tegenover 5 ossen. Daarentegen kan een geit 18 kilogram vlees produceren, wat aanzienlijk minder is dan bij runderen of varkens. Hierdoor zijn geiten minder geschikt voor de hedendaagse vleesverwerkende industrie.